# Cymatura bizonata
Cymatura bizonata är en skalbaggsart som beskrevs av Max Quedenfeldt 1881. Cymatura bizonata ingår i släktet Cymatura och familjen långhorningar.
Artens utbredningsområde är:
- Angola.
- Malawi.

Inga underarter finns listade i Catalogue of Life.